# Le rayon vert
O Raio Verde (no original, Le rayon vert) é um romance do escritor francês Júlio Verne publicado em 1882.

## Enredo
A jovem Helena Campbell estava em busca do Raio Verde, pois segundo contava a lenda, quem o visse encontraria o seu amor verdadeiro. Aristobulus Ursiclos, seu admirador, vai fazer de tudo para conquistar o amor da bela jovem, mesmo que ele tenha que atrapalhar os planos de encontrar "O Raio Verde". Nessa obra, Júlio Verne, nos mostra um dos maiores mistérios que até hoje a humanidade não consegue compreender: o amor.

## Cultura popular
Em 1986, foi adaptado para o cinema por Eric Rohmer. 